# Glasgowský pakt o klimatu
Glasgowský pakt o klimatu je dohoda uzavřená na konferenci OSN o změně klimatu (COP26) v roce 2021.
Text dohody „požaduje“, aby země do konce roku 2022 „přehodnotily a posílily“ své závazky v oblasti klimatu, vyzývá k postupnému snižování spotřeby uhlí a zavádí procesy směřující k dosažení globálního cíle v oblasti přizpůsobení se změně klimatu, vyšší úrovně financování opatření v oblasti klimatu a financování ztrát a škod.
Pakt byl první dohodou o klimatu, která „výslovně plánuje omezit využívání uhlí“. Na nátlak zemí závislých na uhlí, včetně Indie a Číny, bylo znění dohody o uhlí změněno ze závazku „postupně ukončit“ využívání uhlí na závazek „postupně omezit“ využívání uhlí.

## Vývoj
Hlavními prvky paktu jsou:
- Dohoda o opětovném přezkoumání plánů na snížení emisí v roce 2022 s cílem pokusit se udržet dosažitelný cíl 1,5 °C,
- vůbec první zahrnutí závazku omezit („postupně snižovat“) využívání uhlí
- závazek zvýšit finanční podporu rozvojovým zemím.[2]

## Obsah dokumentu
Klíčovým obsahem dokumentu jsou
- Dvouletý pracovní program z Glasgow (COP 26) do Šarm aš-Šajchu (COP 28), jehož cílem je definovat nový globální cíl v oblasti adaptace.
- Závazek rozvinutých zemí „alespoň zdvojnásobit“ financování adaptačních opatření v letech 2019–2025.
- Uznání ztrát a škod, které jsou již způsobeny oteplováním, a uvítání zprovoznění „Santiagské sítě“.
- Dvouletý glasgowský dialog „k projednání opatření pro financování činností k odvrácení, minimalizaci a řešení ztrát a škod“.
- Nóta vyjadřující „hlubokou lítost“ nad tím, že cíl financování opatření v oblasti klimatu ve výši 100 miliard dolarů ročně dosud nebyl splněn, přičemž rozvinuté země jsou „naléhavě žádány“, aby „urychleně a v plném rozsahu splnily svůj cíl do roku 2025“.
- Závazek „výrazně zvýšit“ finanční podporu a vytvořit nový orgán, který by měl do roku 2024 schválit finanční cíl na období po roce 2025.
- Opakované odkazy na lidská práva, práva původních obyvatel a rovnost pohlaví, jakož i na potřebu sociálních a environmentálních záruk.
- Uznání potřeby chránit, zachovat a obnovit „přírodu a ekosystémy... včetně lesů a dalších suchozemských a mořských ekosystémů“. (Toto nahradilo dřívější formulaci o „řešeních změny klimatu založených na přírodě“).
- Výzva smluvním stranám, aby „zvážily další opatření ke snížení do roku 2030“ dalších skleníkových plynů, včetně metanu.[3]

Glasgowský pakt je mnohem delší než ekvivalentní dokumenty dohodnuté v rámci dokumentu „Chile Madrid Time for Action“ z konference COP 25 v roce 2019, který měl celkem sedm stran a z velké části opakoval znění Pařížské dohody.
Glasgowský text – který je ve skutečnosti rozdělen do tří dokumentů – má 11 stran pro rozhodnutí k Pařížské dohodě (1/CMA.3), dalších osm stran rozhodnutí v rámci úmluvy OSN o klimatu (1/CP.26) a jednu stranu pro rozhodnutí v rámci Kjótského protokolu (1/CMP.16).
Navíc je zde patrný výrazný posun v jazyce a specifikaci, který byly země ochotny v Glasgowě kolektivně podepsat, ve srovnání s dřívějšími summity. Na rozdíl od podobného dokumentu z COP 24 v Katovicích tato dohoda zdůrazňuje vědecké závěry Šesté hodnotící zprávy IPCC a „uznává“, že dopady změny klimatu budou při růstu teploty max o 1,5 °C „mnohem nižší“ než při růstu teploty o 2 °C, a „je odhodlána pokračovat v úsilí“ o udržení se pod spodní hranicí (obsah IPCC SR1,5).
Dohoda „S vážným znepokojením konstatuje“, že současné závazky povedou k nárůstu emisí do roku 2030, a zahajuje pracovní program pro rychlejší snižování „v tomto kritickém desetiletí“, přičemž zpráva o postupu by měla být předložena na konferenci COP 27 v příštím roce.
Novinkou je, že pakt „žádá“, aby země „přehodnotily a posílily“ své cíle do konce roku 2022, „pokud to bude nutné k dosažení souladu s teplotním cílem Pařížské dohody... s ohledem na různé vnitrostátní podmínky“. To znamená výraznou změnu od původního návrhu Pařížské dohody, která očekávala použití „ráčnového“ mechanismu vždy po pěti letech.

## Závazky
Počet zemí, které se zavázaly k dosažení nulových čistých emisí, překročil 140. Tento cíl zahrnuje 90 % současných celosvětových emisí skleníkových plynů.
Více než 100 zemí včetně Brazílie se zavázalo, že do roku 2030 zvrátí odlesňování.
Více než 40 zemí se zavázalo k odklonu od uhlí.
Indie slíbila, že do roku 2030 bude polovinu své energetické potřeby čerpat z obnovitelných zdrojů.

## Implementace
Vlády 24 vyspělých zemí a skupina velkých výrobců automobilů, jako jsou General Motors, Ford, Volvo, BYD Auto, Jaguar, Land Rover a Mercedes-Benz, se zavázaly, že budou „usilovat o to, aby všechny prodeje nových osobních automobilů a dodávek byly do roku 2040 celosvětově bez emisí, a na předních trzích nejpozději do roku 2035.“ Hlavní země, vyrábějící automobily, jako jsou USA, Německo, Čína, Japonsko a Jižní Korea, stejně jako výrobci Volkswagen, Toyota, Peugeot, Honda, Nissan a Hyundai, se k závazku nepřipojily.

## Hodnocení
Šéfka OSN pro klima Patricia Espinosová prohlásila, že není spokojena se změnou textu úmluvy, kterou na poslední chvíli prosadily indická a čínská delegace, ale vyjádřila se, že „žádná dohoda byla nejhorším možným výsledkem. Nikdo nevyhrál.“ a uvedla, že je s dohodou celkově spokojená. „Dali bychom přednost velmi jasnému prohlášení o postupném ukončení těžby uhlí a (zrušení) dotací na fosilní paliva,“ řekla Espinosová, ale vysvětlila, že chápe potřeby Indie.